# Flexibilização quantitativa de carbono
A flexibilização quantitativa de carbono (CQE na sigla em inglês) é uma política monetária não convencional que está incluída numa proposta de política climática internacional, denominada recompensa global de carbono. Um dos principais objetivos da CQE é financiar a recompensa global de carbono gerindo a taxa de câmbio de uma moeda representativa proposta, chamada de moeda de carbono. A moeda de carbono será uma unidade de conta internacional que representará a massa de carbono que é efetivamente mitigada e então recompensada pela política. A moeda de carbono funcionará principalmente como uma reserva de valor e não como um meio de troca.
A CQE foi criada para gerir a taxa de câmbio da moeda de carbono, promulgando um preço mínimo acordado internacionalmente para a moeda. O preço mínimo deverá aumentar previsivelmente ao longo de muitas décadas para cumprir os principais objetivos do Acordo de Paris de 2015.
CQE é o nome dado às operações de negociação de moeda dos bancos centrais que concordaram em cooperar e coordenar os seus esforços para garantir o preço mínimo da moeda de carbono. Além da negociação de moeda, os bancos centrais devem comunicar as suas intenções anunciando a futura taxa de câmbio da moeda de carbono aos participantes do mercado, aumentando assim a procura privada pela moeda de carbono no mercado de câmbio.
Com a CQE, propõe-se que os participantes do mercado aceitem a nova moeda de carbono como um ativo com grau de investimento, visto que terá risco financeiro relativamente baixo, valorização relativamente alta e liquidez relativamente alta.

## História
A CQE foi proposta pela primeira vez em 2017 por Delton Chen, Joël van der Beek e Jonathan Cloud com o objetivo de criar um novo roteiro socioeconómico para a concretização dos principais objetivos do Acordo de Paris de 2015. A CQE foi revista em 2018 por Guglielmo Zappalá como parte de uma tese de economia, e foi mencionado pela primeira vez na grande mídia em 2020 com dois artigos online aparecendo no serviço de notícias de negócios da Bloomberg.
A CQE ainda não foi incluída nas narrativas convencionais sobre a economia das alterações climáticas, embora tenha o âmbito de abordar muitos riscos sistémicos relacionados com o clima de importância crítica, como a fraca fixação de preços do carbono, a falta de financiamento climático e a falta de cooperação social.

## Política monetária
A implementação ideal da CQE envolverá todos os bancos centrais do mundo, no entanto, a CQE pode ser implementada apenas com os bancos centrais das 20 a 40 maiores economias, aproximadamente, dado que este grupo de bancos centrais representa cerca de 80 a 90% da economia mundial em PIB nominal. Antes de aplicar a CQE, os bancos centrais participantes precisam de receber um mandato que lhes permita gerir a taxa de câmbio de uma moeda que representa carbono mitigado. A moeda representativa é o instrumento económico da política global de recompensa de carbono. A moeda estabelecerá um sinal de preço positivo que complementará os impostos sobre o carbono, o sistema de limite e comércio e as políticas não mercantis que também são implementadas.

### Moeda de carbono
A moeda representativa deve ser denominada em serviços de mitigação de carbono. Uma unidade de conta de 1000kg CO 2 e mitigado por um período de 100 anos, ou similar, é recomendado. A moeda representativa proposta pode ser chamada de moeda baseada em carbono ou, mais simplesmente, pode ser chamada de moeda de carbono. A moeda de carbono não terá curso legal em nenhum país e será negociada apenas como um ativo financeiro.
A moeda de carbono fornecerá três funções principais: funcionará como um incentivo financeiro, como uma reserva de valor e como um instrumento contábil para registar o stoque de carbono sob a política global de recompensa de carbono. O fornecimento total da moeda de carbono será proporcional à massa total de carbono que é mitigada e recompensada. Todo o stoque de carbono será retirado dos mercados de carbono e, portanto, a moeda de carbono não atuará como uma compensação de carbono porque não haverá compensação de carbono segundo a política.
Os bancos centrais que participam da CQE serão instruídos a criar reservas bancárias adicionais (MB) para comprar a moeda de carbono em mercados abertos. A expansão do MB e a negociação de moeda associada devem ser coordenadas de modo a dar à moeda de carbono uma taxa de câmbio mínima calibrada para cumprir os objetivos do Acordo de Paris.  O objetivo da CQE é garantir o preço mínimo de longo prazo da moeda de carbono enquanto a oferta da moeda de carbono aumenta ao longo do tempo. A oferta da moeda de carbono aumentará quando ela for emitida para empresas como recompensa financeira pelos seus serviços de mitigação climática.

### Autoridade de troca de carbono
A CQE e a moeda de carbono serão administradas por uma autoridade supranacional, chamada autoridade de câmbio de carbono. A autoridade de câmbio de carbono garantirá que a desvalorização das moedas nacionais via CQE seja a mais uniforme possível entre as nações, e isso é para garantir que a inflação monetária resultante seja politicamente aceitável e economicamente benigna. O processo de desvalorização da moeda não se aplica às moedas fiduciárias que não fazem parte do programa CQE.
A autoridade de troca de carbono será responsável pelas avaliações de mitigação e também pela responsabilização, fungibilidade e transparência da moeda de carbono. Por este motivo, os bancos centrais que participam da CQE não são obrigados a realizar nenhuma avaliação técnica dos serviços de mitigação climática, permitindo que eles se concentrem nas suas outras responsabilidades.

## Política de mercado
A CQE é uma parte essencial da política global de recompensa de carbono, porém essa política também inclui uma nova política de mercado sofisticada para gerir o lado da oferta da moeda de carbono. A política de mercado é necessária para permitir a emissão ordenada da moeda de carbono e o fornecimento e a execução de acordos de nível de serviço caso a caso. Os acordos de nível de serviço são necessários para definir as regras para estimar a massa de emissões de carbono que são evitadas e a massa de carbono que é removida da atmosfera ambiente. Os acordos de nível de serviço também são necessários para definir os padrões de monitorização, comunicação, verificação e policiamento, e para abordar qualquer incumprimento por parte das empresas participantes.

## Vantagens potenciais
O fracasso histórico da comunidade global em partilhar os custos da mitigação climática é por vezes descrito como um tipo de dilema do prisioneiro. Uma vantagem potencial da CQE é que ela poderia ser usada para superar o dilema do prisioneiro, financiando uma recompensa global de carbono sem criar novas dívidas para governos, empresas ou cidadãos. Esta capacidade de financiar a mitigação climática em escala global — e sem impor custos diretos às partes interessadas — pode ser fundamental para evitar disputas políticas e maximizar a cooperação em todos os níveis da sociedade. A CQE oferece um canal totalmente novo para financiamento climático escalável que pode ser usado para proteger os bens comuns globais.

## Tecnologias relacionadas
A CQE e a moeda de carbono poderiam ser implementadas usando diversas tecnologias digitais e sistemas de liquidação. Uma opção é solicitar que os bancos centrais comprem a moeda de carbono com reservas bancárias convencionais. Nesta opção, os bancos comerciais, os bancos públicos e os corretores de moeda poderiam atuar como intermediários entre os mercados por atacado e retalhista para a moeda de carbono proposta. Em alternativa, os bancos centrais participantes poderiam desenvolver as suas próprias Moedas Digitais de Banco Central (CBDC) que funcionam como dinheiro digital. Com a segunda opção, a moeda de carbono poderia ser desenvolvida e negociada como um novo tipo de CBDC numa plataforma comum para a negociação interbancária de CBDCs.

## Comparação com outras políticas monetárias

### Flexibilização quantitativa
A flexibilização quantitativa (FQ) por bancos centrais normalmente envolve a compra de títulos do governo, títulos corporativos e outros ativos financeiros para aumentar a oferta ampla de moeda (M1) — direta ou indiretamente. Por outro lado, a CQE resultará num aumento direto do M1, com a moeda adicional a ser injetada na economia como financiamento sem dívida para serviços de mitigação climática. A CQE é, portanto, uma forma direcionada de FQ. A CQE também é fortemente tendenciosa para a descarbonização da economia, enquanto que os padrões convencionais de FQ têm demonstrado apoiar as indústrias com elevado consumo de carbono.

### Flexibilização quantitativa verde
A flexibilização quantitativa verde (FQ verde) envolve a negociação de títulos verdes ou títulos climáticos por bancos centrais individuais. De acordo com um estudo da Fundação para Estudos Progressistas Europeus, a aplicação da FQ verde poderia ajudar a mitigar as alterações climáticas, mas por si só não poderia influenciar substancialmente a temperatura média global da superfície da Terra ou evitar alterações climáticas graves. A CQE é significativamente diferente da FQ verde porque visa coordenar e agregar os esforços dos principais bancos centrais, gerando assim um resultado mais fortemente correlacionado às reduções globais nas emissões de gases de efeito estufa. Diferentemente dA FQ verde, a CQE não exigirá que os bancos centrais realizem nenhuma avaliação técnica de mitigação climática, e isto ocorre porque a autoridade de troca de carbono proposta assumirá a responsabilidade pela prestação de contas, fungibilidade e transparência da moeda de carbono.

### Teoria Monetária Moderna
A Teoria Monetária Moderna (TMM) é uma teoria macroeconómica heterodoxa que se preocupa em aumentar a oferta de moedas nacionais para financiar bens públicos e incentivar o pleno emprego. A CQE é significativamente diferente das políticas monetárias propostas pela TMM, e isso ocorre porque a CQE foi criada para expandir a oferta de moeda para a economia mundial, coordenando as operações cambiais do banco central para atingir uma meta internacional. A MMT, por outro lado, visa expandir a oferta de moeda de uma nação individual por razões domésticas. Além disso, a CQE e a moeda de carbono não dependem de empréstimos, criação de dívida ou encargos de juros. Isto ocorre porque o valor temporal da moeda de carbono está incorporado em acordos de nível de serviço que exigem a mitigação física das emissões de gases de efeito estufa a longo prazo, potencialmente por uma duração de 100 anos. Estes acordos de nível de serviço definem os padrões para monitorização, comunicação, verificação e controlo do stock de carbono. É improvável que a CQE represente um risco inflacionário direto para qualquer país porque a CQE tenta espalhar a inflação monetária resultante pelo mundo.

### Padrão-ouro
A CQE e o padrão de carbono associado são análogos ao padrão ouro do sistema de Bretton Woods. Isto ocorre porque ambos os padrões são projetados para vincular o valor das moedas fiduciárias nacionais à gestão de elementos químicos específicos que desempenham um papel fundamental na organização de uma civilização global industrializada.